# Stowarzyszenie Inżynierów i Techników Mechaników Polskich
Stowarzyszenie Inżynierów i Techników Mechaników Polskich (SIMP) (ang. Polish Society of Mechanical Engineers and Technicians) – organizacja użyteczności społecznej zrzeszająca inżynierów i techników mechaników wszystkich specjalności oraz zawodów pokrewnych. Należy do krajowej Federacji Stowarzyszeń Naukowo-Technicznych w Polsce.
Misją Stowarzyszenia Inżynierów i Techników Mechaników Polskich (SIMP) jest wspieranie rozwoju nauk technicznych, inżynierii oraz nowych technologii, a także integracja środowiska inżynierów i techników. SIMP dąży do promowania postępu technicznego, podnoszenia kwalifikacji zawodowych członków oraz popularyzacji osiągnięć naukowych i technicznych.

## Powstanie SIMP
Początki SIMP sięgają 1926 roku, kiedy to w dniu 28 czerwca odbyło się zebranie konstytucyjne Stowarzyszenia Inżynierów Mechaników Polskich, zwołane z inicjatywy prof. Henryka Mierzejewskiego – pracownika naukowego Politechniki Warszawskiej.
Grono założycieli składało się z 37 osób. Skład I Zarządu, ukonstytuował się następująco: Henryk Mierzejewski – prezes, Czesław Mikulski – wiceprezes, Edward T. Geisler, Zygmunt Rytel, Władysław Kozłowski, Władysław Łoziński, Wacław Moszyński, Bronisław Wahren i Apolinary Zieliński – członkowie Zarządu, Bolesław Ruśkiewicz – sekretarz, Józef Borowiak – skarbnik.
Organizacyjnie SIMP składa się z 46 oddziałów oraz z 25 sekcji i towarzystw naukowo-technicznych o charakterze branżowym.

## Zamek w Rydzynie
SIMP od 1970 r. jest użytkownikiem wieczystym XVII wiecznego Zamku oraz przylegającego do niego parku o łącznej powierzchni 14,046 ha, który w 2017 r. został wpisany na listę pomników historii. W Zamku prowadzona jest działalność konferencyjno-szkoleniowa i hotelarsko-gastronomiczna. SIMP organizuje tam również kursy i szkolenia dla inżynierów, w tym specjalistyczne kursy rzeczoznawcze, warsztaty techniczne oraz wydarzenia popularyzujące naukę i technikę. Dzięki tej działalności Zamek w Rydzynie stał się ważnym centrum kształcenia i wymiany wiedzy dla inżynierów i techników z całego kraju. Stanowi on także dom pracy twórczej SIMP, ośrodek konsolidacji życia stowarzyszeniowego, ważne ogniwo realizacji celów statutowych i popularyzacji osiągnięć nauki i techniki.

## Kalendarium ważniejszych wydarzeń w SIMP
- 11–15 września 1912 r. – Odbył się w Krakowie VI Zjazd Techników Polskich, w czasie którego obradował także Zjazd Inżynierów Mechaników. Datę tę przyjmuje się jako początek organizowania się polskich inżynierów mechaników.
- 28 czerwca 1926 – Warszawa. Zebranie Konstytucyjne Stowarzyszenia Inżynierów Mechaników Polskich, na którym założono SIMP[1].
- 13 sierpnia 1926 – Postanowieniem Ministerstwa Spraw Wewnętrznych wpisano statut Stowarzyszenia do rejestru stowarzyszeń i związków pod numerem 1617
- 19 grudnia 1927 – I Walne Zebranie SIMP. Stowarzyszenie liczyło 73 członków.
- 8 listopada 1928 – Na zebraniu Komisji Techniki Warsztatowej przyjęto wniosek o powołaniu rzeczoznawców SIMP.
- 28 czerwca 1929 r. – Zmarł założyciel i pierwszy prezes SIMP, prof. inż. Henryk Mierzejewski.
- 11 kwietnia 1935 r. – Powstał pierwszy oddział terenowy SIMP w Radomiu.
- 23–26 sierpnia 1936 r. – Odbył się Jubileuszowy Zjazd SIMP z okazji X-lecia działalności Stowarzyszenia, połączony z Krajową Wystawą Przemysłową
- 22 marca 1946 r. – Odbył się pierwszy po wojnie Nadzwyczajny Walny Zjazd SIMP.
- 5 listopada 1953 r. – Decyzja Prezydium ZG SIMP o tworzeniu oddziałów wojewódzkich SIMP.
- 12 maja 1955 r. – Odbył się XI Zwyczajny Walny Zjazd Delegatów SIMP gdzie po raz pierwszy po wojnie nadano tytuł Członka Honorowego SIMP.
- 12–13 października 1956 r. – W Gdańsku odbyła się pierwsza narada Przewodniczących i Sekretarzy Oddziałów SIMP.
- 1957 r. – Zorganizowano pierwsze formalne struktury rzeczoznawcze w ramach SIMP. Prace rzeczoznawcze prowadzone przez SIMP od 1957 roku mają długą tradycję, a obecnie są nadzorowane przez Zespół Ośrodków Rzeczoznawstwa i Postępu Technicznego ZORPOT SIMP.
- 8 czerwca 1957 r. – XIII Walny Zjazd SIMP ustanowił obowiązujące do dzisiaj godło SIMP.
- 10 marca 1958 r. – XIV Walny Zjazd ustanawia Honorową Odznakę SIMP.
- 17 grudnia 1970 r. – Notarialne przejęcie w wieczyste użytkowanie przez SIMP Zamku w Rydzynie.
- 6 kwietnia 1970 r. – Utworzenie Zespołu Ośrodków Doskonalenia Kadr ZODOK-SIMP.
- 1 stycznia 1974 r. – Powołanie Zespołu Ośrodków Rzeczoznawstwa i Postępu Organizacyjno-Technologicznego SIMP.
- 1981 r. – Uroczyste obchody 100 rocznicy urodzin założyciela SIMP prof. Henryka Mierzejewskiego.
- 1 grudnia 1982 r. – Powołanie Zespołu Ośrodków Kwalifikacji Jakości Wyrobów SIMPTEST.
- 1 czerwca 1984 r. – Powołanie agendy – Centrum Postępu Technicznego SIMP.
- 8 sierpnia 1985 r. – Powołanie agendy zajmującej się eksportem usług technicznych – Centrum Eksportowe SIMPEX.
- 13 września 1986 r. – Uroczysta sesja inaugurująca obchody 60-lecia SIMP.
- 1 lipca 1990 r. – Powołana Oficyna Wydawnicza SIMP – SIMPPRESS z siedzibą w Warszawie.
- 23 września 1992 r. – Podpisana pierwsza umowa franszyzy, początek restrukturyzacji działalności gospodarczej SIMPu.
- 19 października 1996 r. – przyjęcie Deklaracji Ideowo-Programowej Stowarzyszenia Inżynierów i Techników Mechaników Polskich SIMP 2000.
- 9 listopada 2001 r. – Centralna sesja jubileuszowa z okazji 75-lecia SIMP. Patronat nad obchodami Jubileuszu objął Aleksander Kwaśniewski – Prezydent Rzeczypospolitej Polskiej.
- 19–20 października 2002 r. – Odbył się w zamku SIMP XXX Walny Zjazd Delegatów SIMP.
- 28 kwietnia 2006 r. – Sesja jubileuszowa z okazji 80-lecia SIMP. Patronat Honorowy nad Jubileuszem objął Lech Kaczyński – prezydent Rzeczypospolitej Polskiej. W czasie sesji wręczony został przez prezesa UDT certyfikat potwierdzający wdrożenie i stosowanie w SIMP Systemu Zarządzania Jakością zgodnego z normą PN-EN ISO 9001÷2001.
- 28 czerwca 2006 r. – Uzyskanie certyfikatu zgodności z normą PN-EN ISO 9001.
- 6 listopada 2009 r. – w Domu Technika NOT w Warszawie odbyła się sesja jubileuszowa z okazji 100-lecia czasopisma Mechanik.
- 28 czerwca 2011 r. – w Warszawskim Domu Technika NOT odbyła się Sesja Jubileuszowa z okazji 85-lecia SIMP i 130. rocznicy urodzin założyciela SIMP, prof. Henryka Mierzejewskiego pod Honorowym Patronatem Prezydenta Rzeczypospolitej Polskiej Bronisława Komorowskiego[2].
- 30 maja 2012 r. – Na terenie Międzynarodowych Targów Poznańskich podczas Międzynarodowych Targów Innowacje – Technologia – Maszyny odbył się I Dzień Mechanika, upamiętniający 100-lecie zrzeszania się mechaników polskich, co miało miejsce w Krakowie, w dniach 12–15 września 1912 r. podczas Zjazdu Techników Mechaników.
- 23 stycznia 2014 r. – w Akademii Marynarki Wojennej w Gdyni powołano Oddział Polskiego Towarzystwa Badań Nieniszczących i Diagnostyki Technicznej SIMP[3].
- 25 listopada 2016 r. – w Warszawskim Domu Technika NOT odbyła się Sesja Jubileuszowa z okazji 90-lecia SIMP. Patronat nad obchodami objął Prezydent Rzeczypospolitej Polskiej Andrzej Duda[4].
- 15 marca 2017 r. – Odbyła się uroczystość w Pałacu Prezydenckim w Warszawie wpisania 10 nowych obiektów na listę Pomników Historii, w tym zespołu miejskiego pod nazwą „Rydzyna – założenie rezydencjonalno-urbanistyczne”.
- 20 stycznia 2018 r. – w Warszawskim Domu Technika NOT odbył się Nadzwyczajny Walny Zjazd Delegatów SIMP, który dokonał zmian w statucie SIMP, dostosowując go do zmienionej ustawy Prawo o stowarzyszeniach.
- 2019 r. – 110 rocznica powołania gazety inżynierskiej Mechanik, najstarszego czasopisma naukowo-technicznego, którego aktualnym wydawcą jest SIMP.
- 26-27 listopada 2022 r. w zamku SIMP w Rydzynie odbył się jubileuszowy XXXV Walny Zjazd Delegatów SIMP.

## Prezesi SIMP
- 1926–1929 – Henryk Mierzejewski (ur. 6 listopada 1881 w Radomiu, zm. 28 czerwca 1929) – polski inżynier, założyciel Stowarzyszenia Inżynierów i Techników Mechaników Polskich;
- 1929–1934 – Czesław Mikulski
- 1934–1937 – Witold Kazimierz Wierzejewski
- 1937–1939 – Władysław Kozłowski
- 1939–1946 – Stanisław Piotrowski
- 1946–1948 – Ludwik Uzarowicz
- 1948–1950 – Marian Wakalski
- 1950–1952 – Zbigniew Muszyński
- 1952–1953 – Ryszard Gdulewski
- 1953–1957 – Zygmunt Keh
- 1957–1961 – Ignacy Brach
- 1961–1963 – Zbigniew Muszyński
- 1963–1965 – Sobiesław Zbierski
- 1965–1969 – Zdzisław Nowakowski
- 1969–1975 – Sobiesław Zbierski
- 1975–1977 – Aleksander Kopeć
- 1977–1980 – Kazimierz Oczoś
- 1980–1987 – Jan Kaczmarek
- 1987–1990 – Aleksander Kopeć
- 1990–2000 – Kazimierz Rajzer
- 2000–2014 – Andrzej Ciszewski
- 2014–2022 – Piotr Janicki
- od 2022 – Tomasz Chmielewski

## Oddziały SIMP
Działalność statutową SIMP, która skupia się w domach technika NOT i domach mechanika, wspiera sieć ponad 80 ośrodków działalności gospodarczej, realizujących prace inżynierskie, głównie w obszarze mechaniki.
Oddziały SIMP mieszczą się w następujących miastach: Biała Podlaska, Białystok, Bielsko-Biała, Bydgoszcz, Chełm, Ciechanów, Częstochowa, Elbląg, Gdańsk, Gliwice, Gorlice, Gorzów Wielkopolski, Jelenia Góra, Kalisz, Katowice, Kielce, Konin, Koszalin, Kraków, Legnica, Leszno, Lublin, Łódź, Olsztyn, Opole, Ostrołęka, Piła, Piotrków Tryb., Płock, Poznań, Radom, Rzeszów, Sanok, Siedlce, Sieradz, Skierniewice, Stalowa Wola, Starachowice, Szczecin, Tarnów, Toruń, Wałbrzych, Warszawa, Włocławek, Wrocław, Zielona Góra.

## Oddziały SIMP-ZORPOT

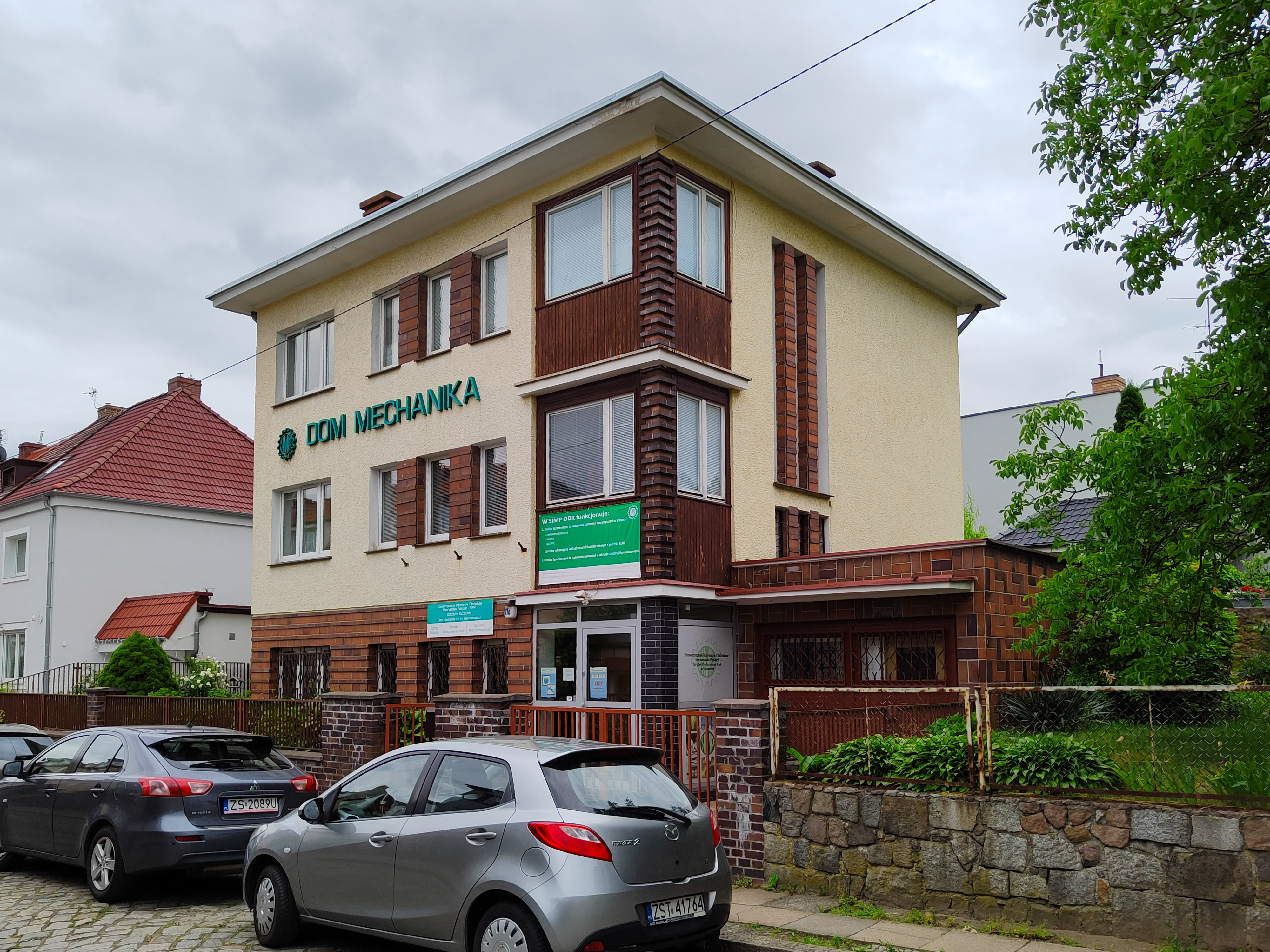
Siedziba Oddziału Szczecińskiego SIMP

Oddziały SIMP-ZORPOT (Zespół Ośrodków Rzeczoznawstwa i Postępu Organizacyjno-Technologicznego) zostały powołane w 1974 r. W ramach tej agendy prace wykonują głównie zweryfikowani i cyklicznie certyfikowani rzeczoznawcy SIMP. Rzeczoznawcy SIMP oraz Dyplomowani Rzeczoznawcy SIMP są weryfikowani i nadzorowani przez Komisję Kwalifikacyjną Rzeczoznawców przy Zarządzie Głównym SIMP, funkcjonującą w Stowarzyszeniu od 1964 roku. Komisja Kwalifikacyjna Rzeczoznawców SIMP działa zgodnie z regulaminem nadawania tytułów rzeczoznawczych, który wprowadza wymogi formalne, weryfikację oraz certyfikację rzeczoznawców. Kandydaci mogą uzyskać tytuły w stopniach od rzeczoznawcy do dyplomowanego rzeczoznawcy, a także zobowiązani są do odbywania regularnych szkoleń i odnawiania tytułów. Aktualnie w komputerowym banku danych zarejestrowanych jest około 2000 rzeczoznawców. Wszyscy rzeczoznawcy SIMP są objęci obowiązkowym ubezpieczeniem od odpowiedzialności cywilnej, co zapewnia ochronę ich klientów i jest standardem wymaganym przy świadczeniu usług inżynierskich na najwyższym poziomie. Celem działania Zespołu jest świadczenie usług technicznych, związanych z zakresem działalności Stowarzyszenia, na rzecz podmiotów gospodarczych oraz osób fizycznych. ZORPOT SIMP jest jedną z najstarszych w Polsce struktur rzeczoznawczych, działającą nieprzerwanie od 1974 roku. Zarejestrowani rzeczoznawcy wykonują ekspertyzy, wyceny, badania oraz analizy techniczne i technologiczne, a także tłumaczenia techniczne. Są oni ubezpieczeni od odpowiedzialności cywilnej i pracują w oparciu o umowy o współpracy lub franczyzy z SIMP.
Oddziały SIMP-ZORPOT mieszczą się w następujących miastach: Bydgoszcz, Gorlice, Kalisz, Koszalin, Kraków, Lublin, Łódź, Płock, Rzeszów, Sieradz, Starachowice, Szczecin, Tarnów, Toruń, Warszawa, Włocławek, Zielona Góra.

## Sekcje i Towarzystwa Naukowo-Techniczne
Sekcje i towarzystwa naukowo-techniczne inspirują i organizują działalność naukowo-techniczną określoną celami SIMP i pełnią funkcję eksperta i reprezentanta SIMP w swojej specjalności. W SIMP rzeczoznawcy mogą specjalizować się w obszarach takich jak mechanika, energetyka, transport, lotnictwo, diagnostyka nieniszcząca oraz wielu innych dziedzinach inżynierii i technologii. Sekcje specjalistyczne i towarzystwa naukowo-techniczne wspierają rzeczoznawców SIMP w doskonaleniu zawodowym i zapewniają im możliwość zdobywania nowych kwalifikacji. Zadaniem ich jest rozpatrywanie, badanie, opracowywanie i upowszechnianie określonych zagadnień technicznych, techniczno-ekonomicznych i ogólnogospodarczych określonej branży (specjalności), skupianie i ukierunkowywanie działalności stowarzyszeniowej w swej specjalności, opiniowanie kandydatów ubiegających się o tytuły i specjalizacje zawodowe, tytuły: rzeczoznawca SIMP i dyplomowany rzeczoznawca oraz wykładowca SIMP, współudział w programowaniu czasopism naukowo-technicznych.
Sekcje i towarzystwa naukowo-techniczne działające w SIMP:
- Towarzystwo Okrętowców Polskich KORAB
- Towarzystwo Rzeczoznawców Techniki Motoryzacyjnej i Ruchu Drogowego
- Towarzystwo Rzeczoznawców Majątkowych[7]
- Polskie Towarzystwo Badań Nieniszczących i Diagnostyki Technicznej
- Towarzystwo N-T Obrabiarek i Narzędzi
- Towarzystwo Przetwórców Tworzyw Polimerowych
- Towarzystwo Polskich Inżynierów Lotnictwa
- Polskie Towarzystwo Inżynierów Motoryzacji SIMP[8]
- Towarzystwo Normalizacji i Jakości
- Towarzystwo Inżynierii Medycznej
- Towarzystwo N-T Pojazdy Szynowe SIMP
- Towarzystwo Chłodnictwa Klimatyzacji i Pomp Ciepła
- Towarzystwo Modelowania Procesów Technologicznych
- Sekcja Spawalnicza[9]
- Sekcja Uszczelnień i Techniki Uszczelniania
- Sekcja Techniki Uzbrojenia
- Sekcja Poligrafów[10]
- Sekcja Mechanicznych Urządzeń Zabezpieczających
- Sekcja Maszyn Roboczych Ciężkich i Transportu Bliskiego
- Sekcja Energetyczna
- Sekcja Maszyn i Ciągników Rolniczych
- Sekcja Sterowania i Napędu Hydraulicznego
- Sekcja ds. Małych i Średnich Przedsiębiorstw

Sekcje i towarzystwa naukowo-techniczne działające lokalnie w oddziałach SIMP:
- Sekcja Eksploatacji Maszyn (Bydgoszcz)
- Sekcja Metrologii (Bydgoszcz)
- Sekcja Ochrony Środowiska (Bydgoszcz)
- Sekcja Lotnicza (Biała Podlaska, Kalisz)
- Sekcja Metaloznawstwa i Obróbki Cieplnej (Kraków)
- Sekcja Ochrony Środowiska i Radiestezji (Lublin)
- Lubelskie Towarzystwo Historii Przemysłu (Lublin)
- Sekcja Samochodowa (Olsztyn, Piotrków Trybunalski)
- Sekcja Obróbki Plastycznej (Poznań)
- Sekcja Transportu Wewnętrznego i Magazynowania (Poznań)
- Sekcja Tworzyw Sztucznych (Poznań)
- Towarzystwo Inżynierii i Innowacji i Własności Przemysłowej (Warszawa)

## Współpraca krajowa i międzynarodowa
SIMP jest aktywnym członkiem krajowej Federacji Stowarzyszeń Naukowo-Technicznych, współpracując z innymi stowarzyszeniami inżynierskimi w Polsce. Międzynarodowo SIMP utrzymuje kontakty z podobnymi organizacjami technicznymi, wspierając wymianę doświadczeń oraz umożliwiając udział polskich inżynierów w zagranicznych projektach badawczych i konferencjach. W ramach tej współpracy członkowie SIMP mogą rozwijać swoje kompetencje na arenie międzynarodowej.

## Certyfikacja i standardy jakości
Stowarzyszenie Inżynierów i Techników Mechaników Polskich posiada certyfikat zgodności z normą PN-EN ISO 9001, uzyskany 28 czerwca 2006 roku. Certyfikacja ta potwierdza wdrożenie wysokich standardów zarządzania jakością, obejmujących zarówno działalność szkoleniową, jak i usługi rzeczoznawcze świadczone przez SIMP. Dzięki temu Stowarzyszenie utrzymuje pozycję wiarygodnego partnera w realizacji projektów inżynierskich i doradczych.

## Wyróżnienia i nagrody SIMP
Stowarzyszenie przyznaje różnorodne wyróżnienia i nagrody, które mają na celu uznanie zasług członków oraz instytucji wspierających rozwój inżynierii i techniki w Polsce. Wyróżnienia te są przyznawane na podstawie szczegółowych regulaminów, które określają zasady, kryteria i procedury ich nadawania.

### Honorowe Odznaki SIMP
SIMP przyznaje Honorowe Odznaki w trzech stopniach:
- Brązowa Honorowa Odznaka
- Srebrna Honorowa Odznaka
- Złota Honorowa Odznaka

### Odznaka im. Henryka Mierzejewskiego
Odznaka ta jest dedykowana członkom SIMP z długim stażem, którzy w szczególny sposób przyczynili się do rozwoju stowarzyszenia.

### Odznaka „Zasłużony Senior SIMP”
Odznaka „Zasłużony Senior SIMP” przyznawana jest członkom powyżej 65. roku życia, którzy mają co najmniej 25-letni staż członkowski oraz aktywną działalność w SIMP przez minimum 15 lat. Jest to wyróżnienie dla osób o znaczącym dorobku w pracy na rzecz stowarzyszenia.

### Zbiorowa Honorowa Odznaka SIMP
Zbiorowa Honorowa Odznaka SIMP jest przyznawana instytucjom, kołom SIMP, sekcjom naukowo-technicznym oraz innym organizacjom za zasługi w działalności na rzecz rozwoju SIMP. Wnioski o przyznanie tej odznaki składane są przez Zarządy Oddziałów i Sekcji SIMP.

### Dyplomy Jubileuszowe i Uznania
SIMP przyznaje również Dyplomy Jubileuszowe, które honorują wieloletnią działalność członków, oraz Dyplomy Uznania dla osób lub instytucji aktywnie wspierających SIMP. Dyplomy te wręcza się podczas spotkań noworocznych lub innych uroczystości stowarzyszeniowych.

### Członkostwo Honorowe SIMP
Członkostwo Honorowe jest najwyższym wyróżnieniem nadawanym przez SIMP. Mogą je otrzymać osoby z minimum 20-letnim stażem członkowskim i 15-letnią aktywną działalnością w SIMP, legitymujące się znaczącymi osiągnięciami w pracy na rzecz stowarzyszenia oraz wysokim poziomem etycznym.

## Czasopisma wydawane przez SIMP
Stowarzyszenie jest wydawcą lub współwydawcą szeregu czasopism naukowo-technicznych, które stanowią istotne źródło wiedzy dla inżynierów i techników w Polsce:
- Inżynieria i Aparatura Chemiczna
- Hydraulika i Pneumatyka
- Tribologia
- Mechanik
- Pomiary, Automatyka, Kontrola
- Przegląd Spawalnictwa
- Badania Nieniszczące i Diagnostyka
- Measurement Automation Monitoring (Pomiary, Automatyka, Kontrola)
- Advanced Technologies in Mechanics
- Advances in Science and Technology Research Journal
- Wiadomości SIMP

## Czasopisma powiązane z SIMP[11]
- Poligrafika
- Przegląd Mechaniczny
- Technika Rolnicza, Ogrodnicza i Leśna
- Portal Morski